# Episodi di Detective Conan (prima stagione)
Questa è una lista degli episodi della prima stagione della serie anime Detective Conan. Gli episodi iniziali sono quelli che hanno subito le più pesanti modifiche rispetto al manga.

## Lista episodi
| Nº Ja | Nº It | Titolo italiano Giapponese 「Kanji」 - Rōmaji - Traduzione letterale | In onda          | In onda        |
| Nº Ja | Nº It | Titolo italiano Giapponese 「Kanji」 - Rōmaji - Traduzione letterale | Giapponese       | Italiano       |
| 1     | 1     | Un piccolo grande detective 「ジェットコースター殺人事件」 - Jetto Kōsutā satsujin jiken – "Il caso dell'omicidio sull'ottovolante" | 8 gennaio 1996   | 13 maggio 2002 |
| 1     | 1     | Mentre è al luna park con Ran Mori, sua amica d'infanzia, Shinichi Kudo, detective liceale, si trova a risolvere un caso di omicidio di un uomo rimasto decapitato dopo un giro sull'ottovolante. Durante le indagini, Shinichi nota la presenza di due misteriosi uomini vestiti di nero. Dopo aver risolto il caso, Shinichi rivede uno dei due uomini e lo insegue, lasciando sola Ran. Shinichi assiste a un'estorsione e non si accorge della presenza alle sue spalle del complice che lo colpisce in testa facendolo svenire. Anziché ucciderlo con un'arma da fuoco, i malviventi decidono di fargli ingerire un farmaco pensando di ottenere lo stesso risultato. |                  |                |
| 2     | 2     | Una nuova vita 「社長令嬢誘拐事件」 - Shachō reijō yūkai jiken – "Il caso del rapimento della figlia del presidente" | 15 gennaio 1996  | 15 maggio 2002 |
| 2     | 2     | Shinichi, dopo essere stato svegliato dai poliziotti, si accorge dopo un po' che il suo corpo è regredito sino a farlo sembrare un bambino delle elementari e decide di chiedere aiuto al dottor Agasa, un inventore che abita nella casa accanto alla sua. Questi gli consiglia di non rivelare a nessuno la sua vera identità perché metterebbe in pericolo chiunque sia a conoscenza del suo segreto. Ran, preoccupata per Shinichi, si dirige a casa dell'amico che, per non farle intuire l'accaduto, indossa un paio d'occhiali e gli dice di chiamarsi Conan Edogawa. Sotto consiglio di Agasa, Conan va a vivere insieme a Ran e a suo padre Kogoro Mori, un investigatore privato. Quest'ultimo viene contattato per indagare su un caso di rapimento di una bambina. Conan decide di seguire Kogoro perché sembra che il rapitore sia un uomo vestito di nero e teme che sia una delle persone che lo hanno trasformato in un bambino. L'anziano maggiordomo della villa confessa di aver portato la bambina nella stanza di un albergo, ma da qui l'ostaggio è stato rapito una seconda volta da qualcun altro. Durante la telefonata per la richiesta del riscatto, la ragazzina fornisce un indizio che permette a Conan e Ran di capire dove è stata rinchiusa. Conan riesce a salvare la bambina anche grazie a Ran che a colpi di karate atterra il malvivente. |                  |                |
| 3     | 3     | Avventura sul set 「アイドル密室殺人事件」 - Aidoru misshitsu satsujin jiken – "Il caso dell'omicidio del ragazzo nella stanza chiusa" | 22 gennaio 1996  | 17 maggio 2002 |
| 3     | 3     | Kogoro, Ran e Conan ricevono un invito da Yoko Okino, la idol preferita dal detective. Una volta giunti sul posto, i tre trovano un cadavere e i sospetti sembrano ricadere proprio su Yoko. Sulla scena del crimine sono presenti anche i Giovani Detective, che cercano in tutti i modi di far diventare Conan un loro amico. Conan tramortisce Kogoro con un posacenere e, utilizzando per la prima volta il papillon con un modulatore vocale inventato da Agasa, spiega a tutti i presenti che si tratta di suicidio. Ran esprime a Conan la sua continua preoccupazione per Shinichi che non si fa sentire da una settimana così lui le telefona da una cabina telefonica e, usando il modificatore di voce, utilizza la voce di Shinichi per rassicurarla dicendole che è impegnato in un nuovo caso che lo terrà impegnato per un po'. |                  |                |
| 4     | 4     | Codice segreto: il pesce che brilla 「大都会暗号マップ事件」 - Dai tokai angō mappu jiken – "Il caso della mappa codificata della metropoli" | 29 gennaio 1996  | 20 maggio 2002 |
| 4     | 4     | I Giovani Detective visitano la torre di Tokyo insieme a Ran. Per casualità, la borsa di Ayumi viene scambiata con quella di alcuni criminali e Genta trova al suo interno una strana mappa contenente alcuni codici. Convinti che sia una mappa del tesoro, i Giovani Detective iniziano la ricerca, ma i criminali li tengono d'occhio senza farsi notare. I bambini dopo una lunga ricerca trovano il tesoro. I malviventi escono allo scoperto per prendere il bottino, ma Conan architetta un piano per neutralizzarli e salvare gli amici. |                  |                |
| 5     | 5     | L'esplosione del treno super rapido 「新幹線大爆破事件」 - Shinkansen dai bakuha jiken – "Il caso della grande esplosione del treno rapido" | 5 febbraio 1996  | 22 maggio 2002 |
| 5     | 5     | Mentre viaggia su un treno shinkansen con Ran, Kogoro e i Giovani Detective, Conan scorge due uomini che somigliano agli uomini in nero che ne hanno provocato il rimpicciolimento. Grazie a una microspia, il ragazzo scopre che anche queste persone sono dei criminali. L'intenzione di questi due uomini è quella di uccidere una donna facendo saltare in aria l'intero treno. Conan riesce a identificare la donna a cui è destinata la bomba e a impedire che esploda. I due malviventi nel frattempo erano scesi, ma vengono comunque catturati. |                  |                |
| 6     | 6     | Il caso di San Valentino 「バレンタイン殺人事件」 - Barentain satsujin jiken – "Il caso dell'omicidio di San Valentino" | 12 febbraio 1996 | 24 maggio 2002 |
| 6     | 6     | Ran e Sonoko vengono invitate ad una festa di San Valentino. Conan, geloso di Ran, decide di seguire le due ragazze. Durante la festa, però, uno degli invitati viene avvelenato e muore. Conan scopre che a ucciderlo è stata sua madre e, usando il nuovo orologio spara-sonniferi fornitogli dal dottor Agasa e imitando la voce di Kogoro, spiega a tutti i presenti come si sono svolti i fatti. |                  |                |
| 7     | 7     | Un regalo al mese 「月ちプレゼント脅迫事件」 - Tsukichi puresento kyōhaku jiken – "Il caso del minaccioso regalo mensile" | 19 febbraio 1996 | 27 maggio 2002 |
| 7     | 7     | Un medico si presenta nell'ufficio di Kogoro affermando che ogni mese riceve in regalo giocattoli per suo figlio e somme di denaro. L'uomo chiede quindi a Kogoro di scoprire chi invia tali doni. Durante le indagini, Ran, osservando il modo di investigare di Conan, inizia a intravedere delle somiglianze con Shinichi. Conan scopre che l'uomo che ha inviato i doni ha intenzione di uccidere il figlio del medico, perché suo figlio era morto a causa di un'operazione effettuata dal medico, ma riesce ad impedire che ciò accada. Una volta tornati a casa, Ran è ormai convinta che Conan e Shinichi siano la stessa persona, ma Conan riesce a farle cambiare idea con l'aiuto di Agasa che telefona a Ran utilizzando la voce del ragazzo. |                  |                |
| 8     | 8     | Mistero al museo 「美術館オーナー殺人事件」 - Bijutsukan ōnā satsujin jiken – "Il caso dell'omicidio del gallerista" | 26 febbraio 1996 | 29 maggio 2002 |
| 8     | 8     | Si dice che in un museo di Beika un'armatura si muova da sola durante la notte. Ran convince Conan e Kogoro ad andarci ma, mentre sono lì, il corpo del proprietario del museo viene ritrovato ucciso a colpi di spada. Il caso sembrerebbe di facile soluzione perché sul luogo del delitto è posizionata una telecamera che ha ripreso tutto ma, quando l'ispettore Megure visiona la registrazione, si nota che ad ucciderlo è stata una delle armature esposte, o meglio qualcuno che la indossa. Conan scopre che ad ucciderlo è stato il guardiano del museo. |                  |                |
| 9     | 9     | Il festival di primavera 「天下一夜祭殺人事件」 - Tenkaichi yomatsuri satsujin jiken – "Il caso dell'omicidio alla festa notturna di Tenkaichi" | 4 marzo 1996     | 31 maggio 2002 |
| 9     | 9     | Durante un festival tradizionale, uno scrittore viene ucciso da un colpo di pistola alla testa in un appartamento non lontano dalla festa. Sul posto interviene l'ispettore Yokomizo. Conan è certo di conoscere l'identità del colpevole che però sembra avere un alibi inattaccabile basato sulle foto scattate durante l'evento. |                  |                |
| 10    | 10    | Il calciatore ricattato 「プロサッカー選手脅迫事件」 - Puro sakkā senshu kyōhaku jiken – "Il caso del calciatore ricattato" | 11 marzo 1996    | 3 giugno 2002  |
| 10    | 10    | Nell'ufficio di Kogoro arriva una ragazza che vuole ritrovare Shinichi e afferma di essere la sua fidanzata. In realtà, vuole contattarlo perché a Hideo, un noto calciatore, è stato rapito suo fratello e se vuole rivederlo la squadra dei Tokyo Spirits non deve vincere la finale della Sunday Cup. Investigando, Conan scopre che il colpevole è Naoki, compagno di squadra di Hideo, invidioso del suo successo, anche perché gli ha provocato involontariamente un grave infortunio alla gamba. |                  |                |
| 11    | 11    | Il caso della sonata al chiaro di luna - prima parte - 「ピアノソナタ『月光』殺人事件」 - Piano sonata "Gekkō" satsujin jiken – "Il caso dell'omicidio della sonata "Luce lunare" [Speciale di 1 ora]" | 8 aprile 1996    | 5 giugno 2002  |
| 11    | 11    | Kogoro riceve una strana lettera da parte di un certo Keiji Aso: questi afferma che nella prossima notte di plenilunio l'ombra inizierà di nuovo a sparire dall'isola Tsukikage (Ombra lunare in giapponese). Recatosi sull'isola insieme a Ran e Conan per indagare sulla questione, Kogoro viene a sapere che Aso è morto da più di dieci anni. Successivamente Hideo Kawashima, dato per favorito alle future elezioni e il sindaco uscente, vengono ritrovati morti; il primo è affogato nell'oceano e il secondo è stato pugnalato alla schiena. Durante entrambi gli omicidi si è sentita la Sonata al chiaro di luna, ovvero la stessa melodia che suonava Aso quando era morto avvolto dalle fiamme. |                  |                |
| 11    | 12    | Il caso della sonata al chiaro di luna - seconda parte - 「ピアノソナタ『月光』殺人事件」 - Piano sonata "Gekkō" satsujin jiken – "Il caso dell'omicidio della sonata "Luce lunare" [Speciale di 1 ora]" | 8 aprile 1996    | 7 giugno 2002  |
| 11    | 12    | Nishimoto sembra colpevole ma, anche lui, viene trovato morto impiccato. L'assassino vuol far sembrare questo delitto come un suicidio indotto dal rimorso per i primi due omicidi commessi ma Conan, dopo aver letto lo spartito che Aso aveva lasciato dodici anni prima, riesce a scoprire un'inquietante verità: Aso aveva un figlio che studiava a Tokyo e ora vuole vendicarsi e, per farlo, si spaccia per Asai, una dottoressa. Questa si scoprirà essere colpevole dei due omicidi e si suicida dando fuoco alla villa di Aso. |                  |                |
| 12    | 13    | Una bambina da salvare 「歩美ちゃん誘拐事件」 - Ayumi-chan yūkai jiken – "Il caso del rapimento di Ayumi" | 15 aprile 1996   | 10 giugno 2002 |
| 12    | 13    | Conan, Ayumi, Mitsuhiko e Genta giocano a nascondino nel parco. Ayumi si nasconde nel bagagliaio di una macchina e si addormenta. Quando Ayumi si risveglia si mette in contatto con Conan mediante le ricetrasmittenti dei Giovani Detective (nuova invenzione del dottor Agasa) e gli comunica che l'auto è in movimento e dentro il bagagliaio ci sono dei soldi e la testa di un'altra bambina. Conan, insieme ai suoi amici, si getta all'inseguimento della macchina, utilizzando per la prima volta lo skateboard inventato da Agasa. Nel frattempo due persone discutono sul fatto di aver eliminato una bambina nonostante il riscatto sia stato pagato. Ma è tutto un grosso equivoco, i due uomini sono degli attori che stavano provando la parte per uno spettacolo. |                  |                |
| 13    | 14    | Dov'è papà? 「奇妙な人捜し殺人事件」 - Kimyō na hito sagashi satsujin jiken – "Il caso dell'omicidio dell'uomo strano e ricercato" | 22 aprile 1996   | 12 giugno 2002 |
| 13    | 14    | Una ragazza di nome Masami Hirota chiede aiuto a Kogoro perché vuole ritrovare suo padre che è scomparso da un mese. Grazie a un indizio, Ran riesce a trovarlo. Dopo qualche giorno, Kogoro, Ran e Conan scoprono che il padre di Masami è stato ucciso. Ran riesce a bloccare un uomo che si aggira con fare sospetto attorno al luogo del delitto. I tre scoprono che è un detective ed è stato ingaggiato dal fratello della vittima. Il detective conferma che il suo obiettivo non ha una figlia. Grazie a un dispositivo inventato da Agasa, Conan riesce a circoscrivere la zona dove si trova Masami. Ben presto però Conan capisce che Masami è una rapinatrice, ma riesce ad arrestare i complici. |                  |                |
| 14    | 15    | Il messaggio misterioso 「謎のメッセージ狙撃事件」 - Nazo no messēji sogeki jiken – "Il caso dello strano messaggio nella sparatoria" | 29 aprile 1996   | 14 giugno 2002 |
| 14    | 15    | Mentre gioca con i Detective Boys, Conan nota alcuni uomini che stanno costringendo una persona a sparare verso degli obiettivi in movimento. Conan trova un messaggio in codice scritto su una calcolatrice tascabile e crede che questo sia una richiesta d'aiuto fatta dalla persona che stava sparando. Conan racconta l'accaduto a Kogoro e Ran e i tre iniziano ad indagare. |                  |                |
| 15    | 16    | Nessuna traccia 「消えた死体殺人事件」 - Kieta shitai satsujin jiken – "Il caso dell'omicidio del cadavere scomparso" | 13 maggio 1996   | 17 giugno 2002 |
| 15    | 16    | Mentre aiutano un amico a trovare il suo gatto, i Giovani Detective vedono da una finestra il corpo di un uomo morto nella vasca da bagno. I ragazzi chiamano la polizia, ma, quando questa arriva, il corpo sembra essere misteriosamente scomparso e il proprietario della casa afferma di non saperne nulla. Il proprietario è il vero colpevole: travestendosi dal fratello è riuscito a far credere che stesse solo dormendo davanti alla TV quando in realtà era morto. Conan lo scopre e lo fa arrestare, scoprendo che l'uomo era geloso del fratello. |                  |                |
| 16    | 17    | I duellanti 「骨董品コレクター殺人事件」 - Kottōhin collector (korekutā) satsujin jiken – "Il caso dell'omicidio dell'antiquario" | 20 maggio 1996   | 19 giugno 2002 |
| 16    | 17    | Kogoro si reca, con Ran e Conan, a casa di un cliente, per fargli il resoconto di quanto scoperto sul possibile amante della moglie. Vengono accolti dal padrone di casa che, dopo aver fatto accomodare gli ospiti, li fa attendere per molte ore in sala. Quando Kogoro lo cerca, lo ritrova morto con una katana conficcata in petto. Il colpevole è uno spadaccino che, dopo essere stato scoperto, tenta di uccidere Kogoro, ma si ferma a pochi centimetri dal suo viso, sorprendendosi quanto il detective sia rimasto calmo, visto che era sotto anestetico di Conan, malgrado lo stesse attaccando con una spada. |                  |                |
| 17    | 18    | Rapina ai grandi magazzini 「デパートジャツク事件」 - Depāto Jatsuku jiken – "Il caso del grande magazzino Jatsuku" | 27 maggio 1996   | 21 giugno 2002 |
| 17    | 18    | Conan e i Giovani Detective restano chiusi in un centro commerciale proprio mentre dei malviventi stanno rapinando una gioielleria all'interno dell'edificio. I rapinatori, purtroppo, notano i ragazzi e decidono di ucciderli. Ma tutto finisce bene e i malviventi vengono arrestati. |                  |                |
| 18    | 19    | Oggi sposi 「6月の花嫁殺人事件」 - Rokugatsu no hanayome satsujin jiken – "Il caso dell'omicidio della sposa di giugno" | 3 giugno 1996    | 24 giugno 2002 |
| 18    | 19    | Ran, Sonoko e Shinichi vengono invitati alle nozze della loro professoressa di musica delle scuole medie. Shinichi, ovviamente, partecipa nelle vesti di Conan. La sposa viene avvelenata con della soda caustica versata all'interno di una lattina di the freddo al limone di cui è ghiotta. Conan sfrutta la voce di Sonoko per risolvere il caso. |                  |                |
| 19    | 20    | Paura in ascensore 「エレベーター殺人事件」 - Erebētā satsujin jiken – "Il caso dell'omicidio in ascensore" | 10 giugno 1996   | 26 giugno 2002 |
| 19    | 20    | Ran viene contattata da una famosa stilista. Kogoro e Conan l'accompagnano all'appuntamento. Mentre i tre salgono in ascensore, la sua segretaria della donna viene accoltellata nell'altro ascensore presente nell'edificio. L'assassina ha un alibi quasi inattaccabile, ma Conan riesce a smascherarla. |                  |                |
| 20    | 21    | La casa del mistero 「幽霊屋敷殺人事件」 - Yūreiyashiki satsujin jiken – "Il caso dell'omicidio nella casa fantasma" | 17 giugno 1996   | 28 giugno 2002 |
| 20    | 21    | I Giovani Detective esplorano una casa abbandonata dalla quale provengono delle grida. I ragazzi sono convinti che all'interno ci sia un fantasma. Quando Genta e Mitsuhiko spariscono, Conan si rende conto che la casa non è disabitata. |                  |                |
| 21    | 22    | Terrore sul set 「TVドラマロケ殺人事件」 - Terebi dorama roke satsujin jiken – "Il caso dell'omicidio sul set del telefilm" | 24 giugno 1996   | 1º luglio 2002 |
| 21    | 22    | Yoko Okino invita Kogoro, Ran e Conan ad assistere alle riprese del film che interpreta come protagonista. Dopo cena, un operatore viene brutalmente accoltellato. |                  |                |
| 22    | 23    | Una crociera da brivido - prima parte - 「豪華客船連続殺人事件（前編）」 - Gōka kyakusen renzoku satsujin jiken (zenpen) – "Il caso della serie di omicidi sulla fantastica nave (prima parte)" | 1º luglio 1996   | 3 luglio 2002  |
| 22    | 23    | Kogoro, Ran e Conan, avendo perso l'ultimo traghetto diretto a Tokyo, vengono invitati dai passeggeri di una nave da crociera diretta in città a partecipare ai festeggiamenti per il matrimonio della più giovane discendente del potente clan Hatamoto. Durante la cena, il capostipite di questa famiglia viene pugnalato nella sua cabina e i sospetti ricadono sullo sposo. |                  |                |
| 23    | 24    | Una crociera da brivido - seconda parte - 「豪華客船連続殺人事件（後編）」 - Gōka kyakusen renzoku satsujin jiken (kōhen) – "Il caso della serie di omicidi sulla fantastica nave (seconda parte)" | 8 luglio 1996    | 5 luglio 2002  |
| 23    | 24    | Dopo l'assassinio di un altro membro della famiglia, compiuto con un tubo d'acciaio, e il ferimento di un terzo, lo sposo viene scagionato: ora tocca a Conan scoprire il vero colpevole. Il colpevole era il terzo membro della famiglia che si era ferito per sviare i sospetti. |                  |                |
| 24    | 25    | Il mistero della bella smemorata 「謎の美女記憶喪失事件」 - Nazo no bijo kioku sōshitsu jiken – "Il caso della perdita di memoria della misteriosa bella donna" | 15 luglio 1996   | 8 luglio 2002  |
| 24    | 25    | Un criminale incastrato da Kogoro evade di prigione. Ran decide di fare da guardia del corpo a Kogoro che invece sembra essere del tutto indifferente all'evasione del criminale. Mentre sono fuori casa, una donna sviene davanti a loro; una volta portata all'ospedale, si scopre che quest'ultima ha perso la memoria. Ma non è come sembra. |                  |                |
| 25    | 26    | Il rapimento 「偽りの身代金誘拐事件」 - Itsuwari no mino shiro kin yūkai jiken – "Il caso del falso rapimento e ostaggio" | 22 luglio 1996   | 10 luglio 2002 |
| 25    | 26    | Una compagna di classe di Ran viene rapita, ma la polizia non riesce a gestire la situazione. Suo padre contatta Kogoro per scoprire chi possa averla rapita. Conan, indagando, scopre la sua identità. |                  |                |
| 26    | 27    | Un mistero da svelare! 「愛犬ジョン殺人事件」 - Aiken Jon satsujin jiken – "Il caso dell'omicidio del cane John" | 29 luglio 1996   | 12 luglio 2002 |
| 26    | 27    | Un famoso avvocato chiede al vicino di casa di controllare la sua casa mentre lui non c'è. Mentre il vicino si trova nella casa in compagnia di una ragazza, il cane dell'avvocato lo attacca e lo uccide. Pensando che sia colpa del cane, la polizia decide di sopprimerlo ma Conan, che conosce l'animale fin da piccolo, è sicuro che se si è comportato in quel modo ci dev'essere un motivo. Infatti scopre che l'avvocato ha ordinato, tramite telefono, al cane di ucciderlo. |                  |                |
| 27    | 28    | Gita nel mistero - prima parte - 「小五郎の同窓会殺人事件（前編）」 - Kogorō no dōsōkai satsujin jiken (zenpen) – "Il caso dell'omicidio alla rimpatriata di Kogoro (prima parte)" | 5 agosto 1996    | 15 luglio 2002 |
| 27    | 28    | Kogoro viene invitato dai suoi ex compagni di Judo per una rimpatriata, però, mentre si trova con Ran e Conan a vedere i fuochi d'artificio, uno dei suoi compagni viene ucciso con un colpo di pistola. |                  |                |
| 28    | 29    | Gita nel mistero - seconda parte - 「小五郎の同窓会殺人事件（後編）」 - Kogorō no dōsōkai satsujin jiken (kōhen) – "Il caso dell'omicidio alla rimpatriata di Kogoro (seconda parte)" | 12 agosto 1996   | 17 luglio 2002 |
| 28    | 29    | Conan ha praticamente scoperto chi è l'assassino, ma in questa occasione non addormenta Kogoro perché quest'ultimo la vede come una faccenda personale. Kogoro riesce a capire chi è l'assassino grazie all'amicizia che aveva con la vittima. |                  |                |